# Teodor Teodorov

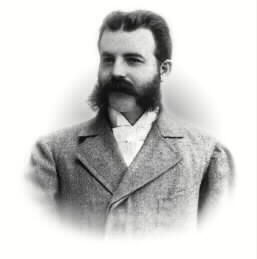
Teodor Teodorov

Teodor Ivanov Teodorov (Теодор Иванов Теодоров), född 8 april 1859 i Elena, död 5 augusti 1924 i Borovets, var en bulgarisk politiker. 
Teodorov var först advokat och ledde den oppositionella rörelsen mot Stefan Stambolov 1886, häktades, men sattes på fri fot efter furst Ferdinands tronbestigning. Efter Stambolovs fall blev han riksdagspresident och 1896 justitieminister; han var 1894–99 och 1911–13 finansminister samt blev 1918 utrikesminister och i november konseljpresident. 
Teodorov reformerade rättskipningen, förstatligade de bulgariska järnvägarna och avslöt 1898 års stora lån (290 miljoner francs). Efter Konstantin Stoilovs död var han ledaren av bulgariska folkpartiet. Han avgick i oktober 1919 och efterträddes av Aleksandăr Stambolijski.